# Darren Morgan/Erfolge

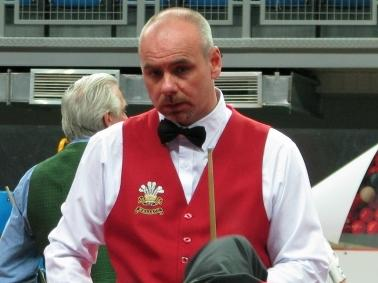
Morgan während der EBSA-Snookereuropameisterschaft 2008

Diese Liste führt die Erfolge des Snookerspielers Darren Morgan auf. Der Waliser Morgan war zwischen 1988 und 2006 Profispieler auf der Snooker Main Tour, erreichte sowohl in dieser Zeit als auch als Amateur in den Jahren davor und danach zahlreiche Endspiele und konnte so viele Turniere gewinnen. Diese Liste soll über solche Erfolge einen Überblick geben.
Der 1966 in Newport geborene Morgan gewann 1987 sowohl die walisische Snooker-Meisterschaft als auch die Amateurweltmeisterschaft und wurde infolgedessen zur Saison 1988/89 Profispieler. Schon in seiner ersten Profisaison gelang ihm beim Pontins Professional 1989 im Finale gegen Tony Drago sein erster Gewinn eines Profiturnieres, in der nächsten Saison gelang ihm dann der Einzug ins Viertelfinale der Snookerweltmeisterschaft. Flankiert von Siegen bei verschiedenen kleineren Turnieren wie der Welsh Professional Championship kletterte er auf der Snookerweltrangliste nach oben und belegte bereits in der Saison 1992/93 Rang 16 der Weltrangliste. Nachdem er 1992 das Finale der Welsh Open und 1993 das Finale der Asian Open erreicht hatte, gehörte er zwischen 1994 und 1997 drei Jahre zu den Top 10 der Weltrangliste.
In den folgenden Jahren blieben jedoch die Erfolge zum Großteil aus; Morgan gewann lediglich einige Turniere ohne Einfluss auf die Weltrangliste wie das Irish Masters 1996 oder zusammen mit dem walisischen Team den Nations Cup 1999. In der Weltrangliste fiel er bereits 1998 aus den Top 16 und im Jahr 2000 aus den Top 32 heraus, bevor er – weiter abgerutscht auf Rang 66 – zum Ende der Saison 2005/06 seine Profikarriere beendete. Infolgedessen verstärkte Morgan sein Engagement auf Amateurebene und gewann drei weitere Male die walisische Snooker-Meisterschaft, sechs Mal die Senioren-Amateurweltmeisterschaft, dreizehn Mal die Senioren-Snookereuropameisterschaft sowie die World Seniors Championship 2011.

## Ranglistenpositionen und Erfolge bei der Triple Crown
Diese Liste zeigt die Ranglistenpositionen von Darren Morgan während seiner Karriere und das Abschneiden in den Triple-Crown-Turnieren, wobei die jeweiligen Ausgaben der Turniere sowie die jeweiligen Weltranglisten verlinkt sind.
| Turnier                          | 1988/ 89 | 1989/ 90 | 1990/ 91 | 1991/ 92 | 1992/ 93 | 1993/ 94 | 1994/ 95 | 1995/ 96 | 1996/ 97 | 1997/ 98 | 1998/ 99 | 1999/ 2000 | 2000/ 01 | 2001/ 02 | 2002/ 03 | 2003/ 04 | 2004/ 05 | 2005/ 06 | Gesamt TS / TN |
| -------------------------------- | -------- | -------- | -------- | -------- | -------- | -------- | -------- | -------- | -------- | -------- | -------- | ---------- | -------- | -------- | -------- | -------- | -------- | -------- | -------------- |
| \| Weltrangliste WRL \| AP EP \| | –        | 53       | 40       | 33       | 16       | 10       | 8        | 8        | 9        | 15       | 22       | 23         | 25       | 39       | 54       | 63       | 75       | 66       | Gesamt TS / TN |
| Triple-Crown-Turniere            |          |          |          |          |          |          |          |          |          |          |          |            |          |          |          |          |          |          |                |
| UK Championship                  | QR       | QR       | R2       | AF       | VF       | HF       | VF       | R2       | R1       | AF       | R1       | VF         | R1       | QR       | QR       | QR       | QR       | QR       | 0 / 18         |
| Masters                          | –        | –        | –        | –        | WR       | AF       | AF       | VF       | AF       | AF       | –        | –          | –        | –        | –        | –        | –        | –        | 0 / 6          |
| Weltmeisterschaft                | R1       | VF       | QR       | QR       | AF       | HF       | AF       | VF       | VF       | AF       | R1       | R1         | QR       | QR       | QR       | QR       | QR       | QR       | 0 / 18         |
| Weltrangliste WRL                | AP EP    |          |          |          |          |          |          |          |          |          |          |            |          |          |          |          |          |          |                |

| Legende | Legende                               |
| ------- | ------------------------------------- |
| S       | Sieger                                |
| F       | Finalist                              |
| HF      | Halbfinalist                          |
| VF      | Viertelfinalist                       |
| AF      | Achtelfinalist                        |
| LX      | Niederlage in der Runde der letzten X |
| RX      | Niederlage in Runde X                 |
| WR      | Niederlage in der Wildcardrunde       |
| QR      | Niederlage in der Qualifikation       |
| NQ      | Nicht qualifiziert                    |
| –       | nicht teilgenommen                    |
| –       | keine Weltranglistenplatzierung       |
| n. a.   | nicht ausgetragen                     |
| k. R.   | keine Rangliste                       |
| TS / TN | Turniersiege / Teilnahmen             |
| AP      | Ranglistenposition am Saisonbeginn    |
| EP      | Ranglistenposition am Saisonende      |

## Übersicht über die Finalteilnahmen
Morgan erreichte sowohl während seiner Amateurzeit als auch während seiner Profijahre insgesamt 49 Endspiele größerer Turniere. Die Mehrheit dieser Endspiele entfallen auf verschiedenste Amateurturniere. Summa summarum konnte er 31 der Endspiele und damit ebenfalls mehr als Hälfte für sich entscheiden.

### Ranglistenturniere
Während seiner Karriere erreichte Morgan bei nur zwei Ranglistenturnieren, also professionellen Turnieren mit Einfluss auf die Snookerweltrangliste, das Finale, verlor allerdings jeweils.
| Ergebnis | Jahr | Turnier    | Gegner im Finale | Endstand |
| -------- | ---- | ---------- | ---------------- | -------- |
| Finalist | 1992 | Welsh Open | Stephen Hendry   | 3:9      |
| Finalist | 1993 | Asian Open | Dave Harold      | 3:9      |

### Einladungsturniere
Immerhin drei Mal erreichte Morgan das Finale eines Einladungsturnieres, welches also über ein begrenztes Teilnehmerfeld verfügt und keinen Einfluss auf die Weltrangliste hat. Im Gegensatz zu den Ranglistenturnieren konnte Morgan eines dieser beiden Endspiele für sich entscheiden.
| Ergebnis | Jahr | Turnier       | Gegner im Finale | Endstand |
| -------- | ---- | ------------- | ---------------- | -------- |
| Finalist | 1993 | Kings Cup     | James Wattana    | 3:8      |
| Sieger   | 1996 | Irish Masters | Steve Davis      | 9:8      |
| Finalist | 1997 | Irish Masters | Stephen Hendry   | 8:9      |

### Non-ranking-Turniere
Bei sogenannten Non-ranking-Turnieren, also Turnieren, die beispielsweise teilweise ein mehr oder weniger offenes Teilnehmerfeld, aber dennoch keinen Einfluss auf die Weltrangliste haben, erreichte Morgan zehn Endspiele, von denen er sechs gewinnen konnte. Jeweils ein Sieg und eine Niederlage entfallen auf Ausgaben der World Seniors Championship, die jeweils nach dem Ende seiner Profikarriere stattfanden, an denen aber Morgan als Amateur teilnahm und die somit hier auch aufgelistet sind.
| Ergebnis | Jahr | Turnier                                | Gegner im Finale | Endstand |
| -------- | ---- | -------------------------------------- | ---------------- | -------- |
| Sieger   | 1989 | Pontins Professional                   | Tony Drago       | 9:2      |
| Finalist | 1989 | WPBSA Non-Ranking – Event 1            | Robby Foldvari   | 1:8      |
| Sieger   | 1990 | Welsh Professional Championship        | Doug Mountjoy    | 7:9      |
| Sieger   | 1990 | International One Frame Shoot-out      | Mike Hallett     | 2:1      |
| Sieger   | 1991 | Welsh Professional Championship        | Mark Bennett     | 9:3      |
| Finalist | 1991 | Benson & Hedges Satellite Championship | Ken Doherty      | 3:9      |
| Finalist | 1993 | Pontins Professional                   | Ken Doherty      | 3:9      |
| Sieger   | 2000 | Pontins Professional                   | Jimmy White      | 9:2      |
| Sieger   | 2011 | World Seniors Championship             | Steve Davis      | 2:1      |
| Finalist | 2016 | World Seniors Championship             | Mark Davis       | 1:2      |

### Teamwettbewerbe
Im Rahmen des Nations Cups trat Morgan mehrfach zusammen mit weiteren walisischen Spielern in einem walisischen Team an. Bei zwei Ausgaben erreichte das Team das Endspiel, wovon sie eins gewinnen konnten.
| Ergebnis | Jahr | Turnier     | Teampartner                                | Gegner im Finale                                       | Endstand |
| -------- | ---- | ----------- | ------------------------------------------ | ------------------------------------------------------ | -------- |
| Sieger   | 1999 | Nations Cup | Mark Williams Matthew Stevens Dominic Dale | Stephen Hendry John Higgins Alan McManus Chris Small   | 6:4      |
| Zweiter  | 2000 | Nations Cup | Mark Williams Matthew Stevens Dominic Dale | John Parrott Ronnie O’Sullivan Stephen Lee Jimmy White | 4:6      |

### Qualifikationswettbewerbe
Bei Qualifikationswettbewerben für den Status als professioneller Snookerspieler erreichte Morgan in einem Fall das Finale, verlor dieses aber.
| Ergebnis | Jahr | Turnier                                 | Gegner im Finale | Endstand |
| -------- | ---- | --------------------------------------- | ---------------- | -------- |
| Finalist | 1987 | WPBSA Pro Ticket Series 88/89 – Event 2 | Nick Terry       | 3:5      |

### Amateurturniere
Eine große Anzahl an Erfolgen kann Morgan vor allem auf Amateurebene vorweisen.
Einzel
| Ergebnis | Jahr | Turnier                                  | Gegner im Finale | Endstand |
| -------- | ---- | ---------------------------------------- | ---------------- | -------- |
| Sieger   | 1987 | Walisische Snooker-Meisterschaft         | John Herbert     | 8:4      |
| Sieger   | 1987 | IBSF-Snookerweltmeisterschaft            | Joe Grech        | 11:4     |
| Finalist | 1989 | Dutch Open                               | Mike Hallett     | 5:6      |
| Finalist | 1996 | Pontins Spring Open                      | Ken Doherty      | 3:7      |
| Sieger   | 2007 | EBSA-Senioren-Snookereuropameisterschaft | Kieran McMahon   | 6:2      |
| Sieger   | 2007 | IBSF-Senioren-Snookerweltmeisterschaft   | Kanchai Wongjan  | 5:1      |
| Finalist | 2009 | Walisische Snooker-Meisterschaft         | Michael White    | 2:8      |
| Sieger   | 2009 | EBSA-Senioren-Snookereuropameisterschaft | Joe Delaney      | 6:3      |
| Sieger   | 2009 | IBSF-Senioren-Snookerweltmeisterschaft   | Dene O’Kane      | 6:0      |
| Sieger   | 2010 | EBSA-Senioren-Snookereuropameisterschaft | Joe Delaney      | 6:0      |
| Sieger   | 2012 | EBSA-Senioren-Snookereuropameisterschaft | Steve Judd       | 6:0      |
| Sieger   | 2012 | IBSF-Senioren-Snookerweltmeisterschaft   | Glen Wilkinson   | 6:2      |
| Sieger   | 2013 | EBSA-Senioren-Snookereuropameisterschaft | Alan Trigg       | 6:3      |
| Finalist | 2014 | IBSF-Senioren-Snookerweltmeisterschaft   | Phisit Chandsri  | 5:6      |
| Sieger   | 2015 | Walisische Snooker-Meisterschaft         | Daniel Wells     | 8:0      |
| Sieger   | 2015 | EBSA-Senioren-Snookereuropameisterschaft | Jamie Bodle      | 6:2      |
| Finalist | 2016 | Walisische Snooker-Meisterschaft         | David John       | 7:8      |
| Sieger   | 2016 | EBSA European Snooker Open               | Shachar Ruberg   | 4:1      |
| Sieger   | 2016 | EBSA-Senioren-Snookereuropameisterschaft | Brendan Thomas   | 6:0      |
| Sieger   | 2016 | IBSF 6-Red-Snooker-Weltmeisterschaft     | Chau Hon Man     | 6:4      |
| Finalist | 2017 | Walisische Snooker-Meisterschaft         | Rhydian Richards | 4:8      |
| Sieger   | 2017 | EBSA European Snooker Open               | Michael Judge    | 4:1      |
| Sieger   | 2017 | EBSA-Senioren-Snookereuropameisterschaft | Elfed Evans      | 6:2      |
| Sieger   | 2017 | IBSF 6-Red-Snooker-Weltmeisterschaft     | Kamal Chawla     | 6:4      |
| Sieger   | 2017 | IBSF-Senioren-Snookerweltmeisterschaft   | Aidan Owens      | 6:3      |
| Finalist | 2018 | WSF Seniors Championship                 | Igor Figueiredo  | 3:5      |
| Sieger   | 2018 | EBSA-Shoot-Out-Europameisterschaft       | Tom Zimmermann   | 1:0      |
| Sieger   | 2018 | EBSA-Senioren-Snookereuropameisterschaft | John Farrell     | 4:2      |
| Sieger   | 2018 | IBSF-Senioren-Snookerweltmeisterschaft   | Saleh Mohammadi  | 6:0      |
| Sieger   | 2019 | Walisische Snooker-Meisterschaft         | Gavin Lewis      | 8:2      |
| Sieger   | 2019 | EBSA-Senioren-Snookereuropameisterschaft | Alan Trigg       | 4:2      |
| Finalist | 2019 | World Seniors Championship               | Jimmy White      | 3:5      |
| Finalist | 2020 | EBSA-6-Red-Snooker-Europameisterschaft   | Julian Bojko     | 3:5      |
| Sieger   | 2021 | EBSA-Senioren-Snookereuropameisterschaft | Frank Sarsfield  | 4:0      |
| Sieger   | 2022 | EBSA-Senioren-Snookereuropameisterschaft | Wayne Brown      | 4:3      |
| Sieger   | 2022 | Walisische Snooker-Meisterschaft         | Liam Davies      | 8:2      |
| Sieger   | 2022 | IBSF-Senioren-Snookerweltmeisterschaft   | Manan Chandra    | 5:3      |
| Sieger   | 2023 | EBSA-Senioren-Snookereuropameisterschaft | Gary Milne       | 5:3      |

Doppel
| Ausgang | Jahr | Turnier                                       | Teampartner     | Gegner im Finale               | Endstand |
| ------- | ---- | --------------------------------------------- | --------------- | ------------------------------ | -------- |
| Sieger  | 2007 | EBSA European Team Championship Masters (Ü40) | Gerald Brain    | Frans Mintoff Tony Mifsud      | 7:3      |
| Sieger  | 2008 | EBSA European Team Championship Masters (Ü40) | Philip Williams | Brendan Cooney Joe Delaney     | 7:0      |
| Sieger  | 2009 | EBSA European Team Championship Masters (Ü40) | Philip Williams | Brendan Cooney Joe Delaney     | 7:2      |
| Sieger  | 2010 | EBSA European Team Championship Masters (Ü40) | Philip Williams | Tony Mifsud Ivan Rizzo         | 7:0      |
| Sieger  | 2012 | EBSA European Team Championship Masters (Ü40) | Elfed Evans     | René Hemelsoet Mario Van Herk  | 8:4      |
| Sieger  | 2014 | IBSF World Team Championship Masters (Ü40)    | Elfed Evans     | Tai Pichit Phisit Chandsri     | 5:0      |
| Zweiter | 2015 | EBSA European Team Championship Masters (Ü40) | Elfed Evans     | Peter Roscoe Wayne Morgan      | 2:4      |
| Zweiter | 2017 | IBSF World Team Championship Masters (Ü40)    | Wayne Morgan    | Tai Pichit Suchart Sukliem     | 3:5      |
| Sieger  | 2018 | EBSA European Team Championship               | Andrew Pagett   | Greg Casey Rodney Goggins      | 5:3      |
| Sieger  | 2019 | EBSA European Team Championship Masters (Ü40) | Wayne Morgan    | Wayne Brown Chris Hart         | 4:2      |
| Zweiter | 2021 | EBSA European Team Championship               | Elfed Evans     | Julien Leclercq Kevin Hanssens | 2:5      |
| Sieger  | 2022 | EBSA European Team Championship Masters (Ü40) | Philip Williams | Pascal Tollenaere Peter Bullen | 5:2      |
| Sieger  | 2023 | EBSA European Team Championship Masters (Ü40) | Philip Williams | Wayne Brown Gary Milne         | 5:1      |